# Брунново зацепление

Это зацепление из четырёх компонент брунново.

Брунново зацепление с шестью компонентами.

В теории узлов брунново зацепление — это нетривиальное зацепление, которое распадается при удалении любой компоненты. Другими словами, разрезание любого (топологического) кольца расцепляет все остальные кольца (стало быть, никакие два из колец не сцеплены, как в зацеплении Хопфа).
Название брунново дано в честь Германа Брунна, который в статье 1892 года Über Verkettung привёл примеры таких зацеплений.

## Примеры

Кольца Борромео являются простейшим брунновым зацеплением.

Наиболее известным и самым простым брунновым зацеплением являются кольца Борромео, зацепление трёх колец. Однако для любого числа, начиная с трёх, существует бесконечное число брунновых зацеплений, содержащее такое число колец. Существует несколько относительно простых зацеплений из трёх компонент, которые не эквивалентны кольцам Борромео:

Зацепление с 12 пересечениями.
Зацепление с 18 пересечениями.
Зацепление с 24 пересечениями.

Простейшее брунново зацепление, отличное от колец Борромео (имеющих 6 пересечений), по-видимому[уточнить], зацепление L10a140 с 10 пересечениями.
Пример n-компонентного бруннова зацепления — это брунново зацепление «резиновых колец», где каждая компонента оборачивает предыдущую по схеме aba−1b−1[уточнить] и последнее кольцо зацепляется за первое, образуя цикл[уточнить].

## Классификация
Брунновы зацепления описаны с точностью до гомотопии Джоном Милнором в статье 1954 года , и инварианты, введённые им, теперь называются инвариантами Милнора
(n + 1)-компонентное зацепление можно понимать как элемент группы зацепления n незацеплённых компонент (группа зацепления в этом случае является фундаментальной группой дополнения зацепления). Группа зацепления n незацеплённых компонент является свободным произведением n образующих, то есть свободной группой Fn.
Не любой элемент группы Fn порождает брунново зацепление. Милнор показал, что группа элементов, соответствующих брунновым зацеплениям, связана с градуированной алгеброй Ли нижнего центрального ряда свободной группы, и её можно понимать как «соотношения» в свободной алгебре Ли.

### Произведения Масси
Брунновы зацепления можно понимать с помощью произведений Масси: произведение Масси — это n-членное произведение, которое определено только если все (n − 1)-членные произведения обращаются в нуль. Это соответствует свойству бруннова зацепления, в котором все наборы из (n − 1) компонент не сцеплены, но все n компонент вместе образуют нетривиальное зацепление.

## Брунновы косы

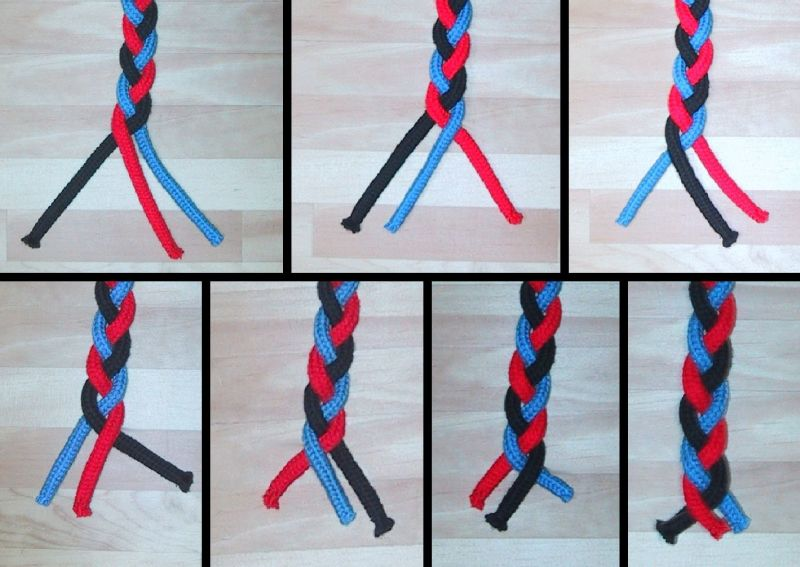
Обычная коса является брунновой — при удалении чёрной нити синяя оказывается над красной так, что они оказываются расцеплёнными. То же самое происходит при удалении других нитей.

Бруннова коса — это коса, которая становится тривиальной при удалении любой из её нитей.
Брунновы косы образуют подгруппу в группе кос. Брунновы косы на сфере, не являющиеся брунновыми на (плоском) круге, дают нетривиальные элементы в группах гомотопий сферы. Например, «стандартная» коса, соответствующая кольцам Борромео, даёт расслоение Хопфа S3 → S2, и продолжение такого плетения также даёт бруннову косу.

## Примеры из реального мира
Многие головоломки на распутывание и некоторые механические головоломки являются вариантами брунновых зацеплений, и их целью является освобождение какого-либо элемента, частично связанного с остальной частью головоломки.
Брунновы цепочки используются для создания декоративных украшений из резиновых колец с помощью устройств типа Wonder Loom (или её варианта Rainbow Loom).